# 5261 Eureka

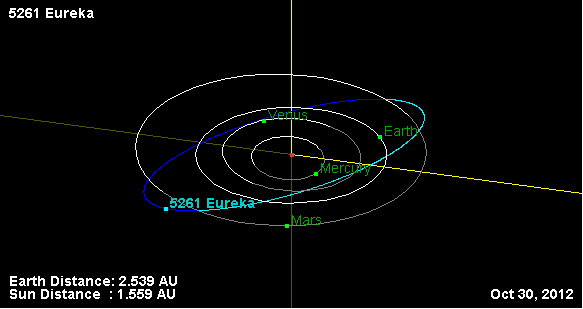
Órbita de 5261 Eureka.

5261 Eureka é o primeiro asteroide troiano de Marte. Foi descoberto por David H. Levy e Henry Holt no Observatório de Monte Palomar em 20 de junho de 1990.
Ocupa o ponto Lagrangiano L5  de Marte. A sua distância varia apenas 0,3 UA durante cada revolução (com uma tendência secular, de distância de 1,5-1,8 UA por volta de 1850 a 1,3-1,6 UA cerca de 2400). As distâncias mínimas à Terra, Vênus e Júpiter são 0,5,  0,8 e 3,5 UA, respectivamente. 
A integração numérica a longo prazo efetuada por Kimmo A. Innanen e Seppo Mikkola demonstram que a órbita é estável para um tempo de vários milhões de anos. 
Desde então, foram identificados outros Troianos de Marte: (121514) 1999 UJ7 no ponto L 4  e (101429) 1998 VF31, (385250) 2001 DH47, 2001 FG24, e 2001 FR127 no ponto L5. Os asteroides coorbitais 1998 QH56 e (152704) 1998 SD4 não se consideram como troianos ao não serem estáveis, e serão afastados pela gravitação de Marte nos próximos 500 mil anos.
A União Astronômica Internacional e o Minor Planet Center citam três asteroides troianos de Marte: 5261 "Eureka", 101429 e o 121514.
O espectro no infravermelho para este asteroide é típico de um asteroide tipo A, e o espectro visual é consistente com uma forma evoluída de condrito chamada angrito. Um asteroide de cor vermelha, com um albedo moderado. O asteroide deve ter ficado nesta órbita estável do ponto Lagrangiano L5 de Marte durante a maior parte da história do Sistema Solar.